# Mainfähre Mainsondheim

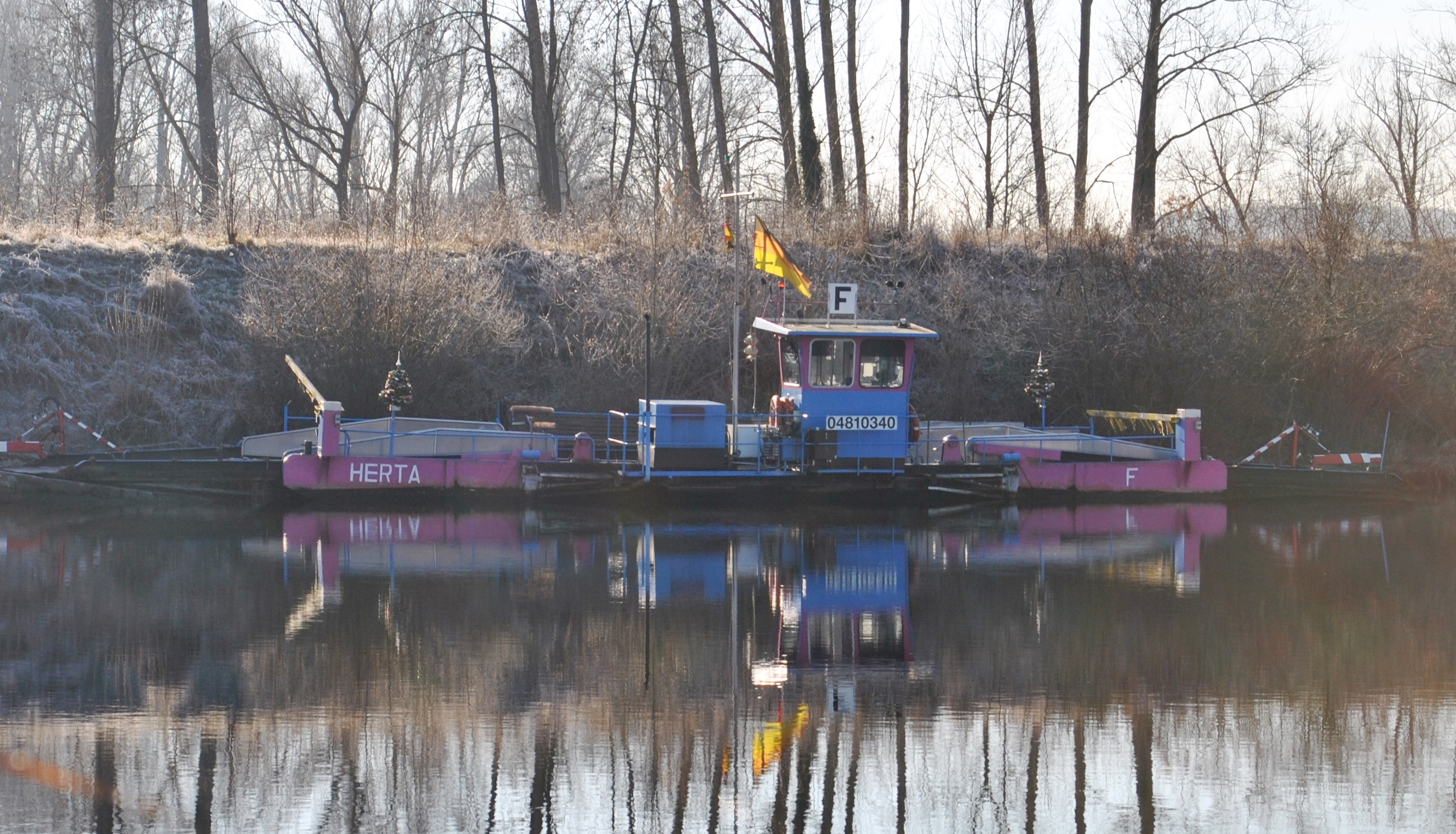
Die Fähre in Mainsondheim im Winter 2016

Die Mainfähre Mainsondheim ist eine Radfahrer-, Personen- und Wagenfähre auf dem Main, die ganzjährig zwischen dem Dettelbacher Ortsteil Mainsondheim und der Stadt Dettelbach selbst im unterfränkischen Landkreis Kitzingen verkehrt.

## Geschichte
Der Beginn des Fährverkehrs zwischen Mainsondheim und Dettelbach liegt im Dunkeln. Erst im Jahr 1555 erklärte sich der Inhaber der Dorfherrschaft Mainsondheim, Wolf von Crailsheim, bereit die Fähre auch bis nach Schwarzenau fahren zu lassen, falls der Schultheiß von Dettelbach dies wünsche. Dieser ersten Nennung folgten viele weitere Erwähnungen der Fährverbindung. Die Fähre wurde noch im 16. Jahrhundert als Sicherheit eingesetzt und wechselte deshalb häufig den Besitzer.
Mit Wilhelm Bayer aus Grettenbach in Österreich wird zwischen 1604 und 1607 erstmals ein Fährmann greifbar. Im Jahr 1607 gelang der Herrschaft Mainsondheim dann der endgültige Rückkauf der Fähre. Bis ins 20. Jahrhundert blieben die Besitzer des Gutshofes in Mainsondheim auch die Besitzer des Fährrechts, erst 1958 überschrieb man das Recht der Gemeinde. Bereits seit den 1920er Jahren war es zu Streitigkeiten um die Nutzung der Fähre gekommen.

## Fährleute
Seit dem 17. Jahrhundert sind die Namen der Fährleute fast durchgehend überliefert. Sie besaßen das Fährrecht, von der Herrschaft gepachtet, meist nur wenige Jahre und stammten aus der näheren Umgebung Mainsondheims.

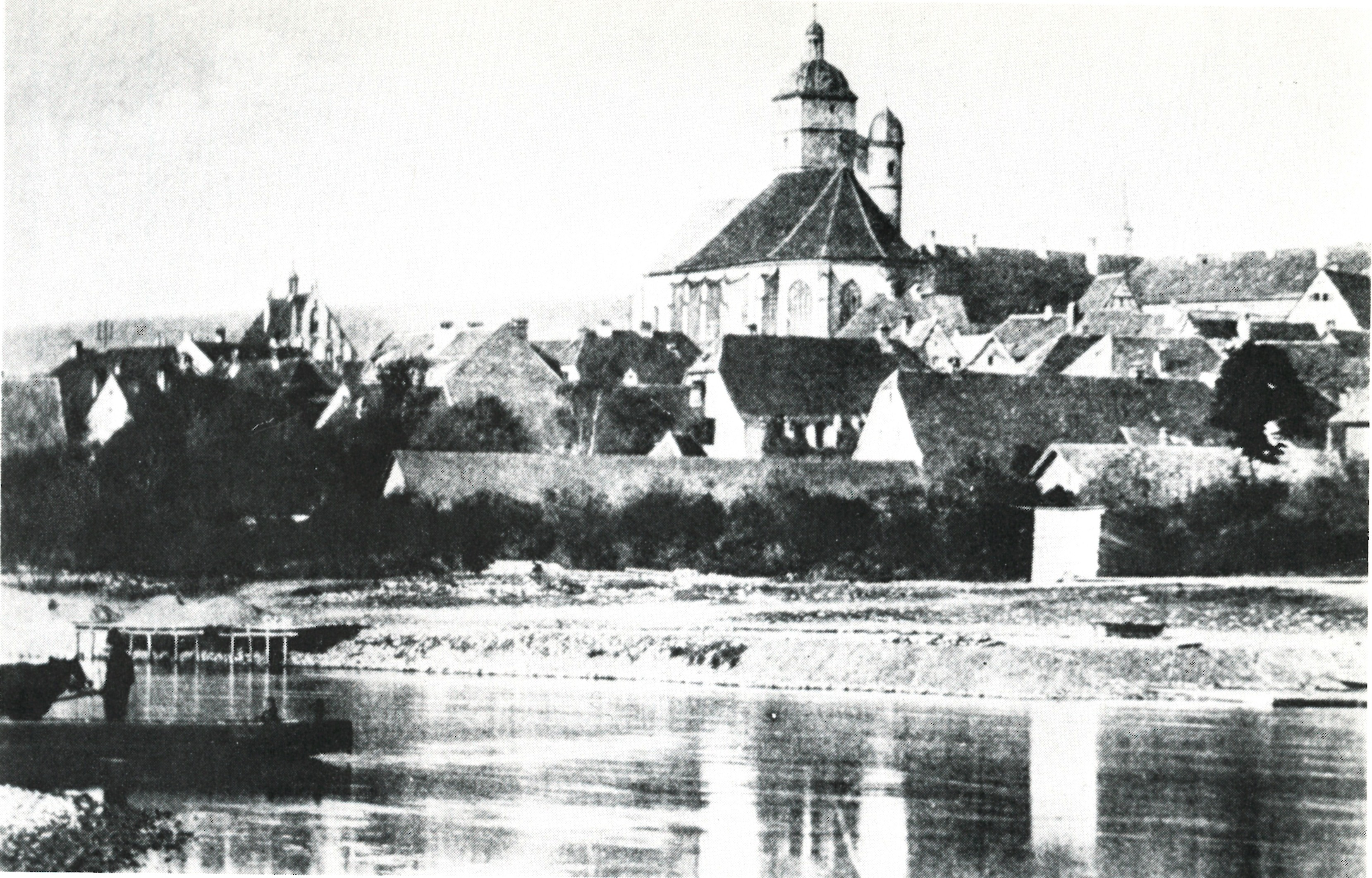
Die Mainfähre vor Dettelbach um 1900

| Name                    | Erwähnt   | Anmerkungen      |
| ----------------------- | --------- | ---------------- |
| Wilhelm Bayer           | 1604–1607 | aus Grettenbach  |
| Friedrich Weigand       | vor 1646  |                  |
| Sebastian Neubert       | 1646      | aus Mainsondheim |
| Julius Gottfried Mäuser | 1673      | aus Mainsondheim |
| Georg Mäuser            | 1698–1704 | aus Mainsondheim |
| Bartholomäus Mäuser     | 1705–1714 | aus Mainsondheim |
| Sebastian Fuchs         | 1715–1716 |                  |
| Sebastian Umstätter     | 1716–1731 | aus Heidingsfeld |
| Andreas Schwab          | 1732–1738 |                  |
| Konrad und Georg Mäuser | 1738–1758 | aus Mainsondheim |
| Sebastian Fuchs         | 1759–1760 |                  |
| Hans Georg Ungemach     | 1761–1766 | aus Schwarzenau  |
| Hans Georg Söder        | 1767–1792 | aus Schwarzenau  |
| Urban Söder             | 1808–1814 | aus Mainsondheim |
| Johann Obermäder        | 1815–1832 | aus Dettelbach   |
| Michael Eyrich          | 1832–1838 | aus Mainsondheim |
| Georg Kapp              | 1838–1853 | aus Mainsondheim |
| Valentin Ungemach       | 1854–1865 | aus Schwarzenau  |
| Sebastian Hartmann      | 1866–1871 |                  |
| Michael Sauer           | 1872–1899 | aus Kitzingen    |
| Philipp Hartmann        | 1900–1922 |                  |
| Klemens Böhm            | 1923–1924 |                  |
| Christoph Kraus         | 1924–1957 |                  |